# Konrad Oldhafer
Konrad Viktor Moritz Oldhafer (* 24. Februar 1995) ist ein deutscher Fußballschiedsrichter aus Hamburg.

## Karriere
Oldhafer ist Schiedsrichter seit 2010 und pfeift für seinen Heimatverein SC Poppenbüttel. Zur Saison 2016/17 stieg er als Schiedsrichter in die Regionalliga Nord auf. 2016 leitete Oldhafer das U15 Länderspiel Deutschland – Niederlande.
Zur Saison 2020/21 gelang Oldhafer der Sprung in die 3. Liga, in der er seit 2018 bereits als Schiedsrichter-Assistent aktiv war. Als Assistent schaffte er damit den Sprung in die 2. Bundesliga.
Am 8. Dezember 2024 leitete Oldhafer mit dem Spiel Jahn Regensburg gegen den 1. FC Köln (0:1) seine erste Partie in der 2. Bundesliga. Ab der Saison 2025/26 gehört er auch fest zum Schiedsrichterkader der zweithöchsten deutschen Spielklasse.

## Privates
Er ist der jüngste Bruder der deutschen Hockey-Nationalspielerin Pia-Sophie Oldhafer und des Hockey-Bundesligaspielers Clemens Oldhafer. Er arbeitet als Rechtsanwalt.